# Zimna Kawa
Zimna Kawa – osada kaszubska w Polsce położona w województwie pomorskim, w powiecie chojnickim, w gminie Brusy. 
Miejscowość wchodzi w skład sołectwa Przymuszewo.
W latach 1975–1998 miejscowość administracyjnie należała do województwa bydgoskiego.